# Merel van Dongen
Merel van Dongen (Amsterdam, 11 febbraio 1993) è una calciatrice olandese, difensore del Monterrey e della nazionale olandese.

## Biografia
È legata sentimentalmente all'ex calciatrice Ana Romero, con la quale ha condiviso la maglia dell'Ajax per due stagioni, e che nel dicembre 2021 ha deciso di sposare.

### Altre attività sportive
Van Dongen si avvicina allo sport fin da giovanissima, coltivando l'attività agonistica in due diverse discipline sportive, il calcio e la pallacanestro, fino all'età di 14 anni. con quest'ultima ha giocato anche nella competizione maschile, con il club di basket di Amsterdam Mosquitos e nelle selezioni giovanili della NBB. Nel 2005 è diventata campionessa d'Olanda con i Mosquitos per i ragazzi under-13 e nel 2006 con i ragazzi under-14.

## Carriera

### Club e calcio universitario
Van Dongen ha iniziato l'attività nell'SC Buitenveldert di Amsterdam, dove ha giocato nelle formazioni più giovani della società dal 1998 al 2007. Nel 2007 si è trasferita al RKSV Pancratius di Badhoevedorp, dove ha giocato tre stagioni nel campionato maschile.
Dopo una stagione con il Ter Leede di Sassenheim, sua prima squadra interamente femminile, nell'estate 2011 sottoscrive un accordo con l'ADO Den Haag facendo il suo esordio in Eredivisie, il massimo livello del campionato olandese, il 9 settembre, alla 2ª giornata di campionato, nell'incontro casalingo pareggiato 2-2 con il Telstar. In quella stagione condivide con le compagne i suoi primi trofei in carriera, il double campionato-Coppa dei Paesi Bassi, marcando nel primo 10 presenze e realizzando 2 reti.
Tuttavia nell'aprile dell'anno successivo, prima del termine della stagione, viene annunciata la sua volontà di trasferirsi negli Stati Uniti d'America per approfondire gli studi, iscrivendosi all'Università dell'Alabama di Tuscaloosa, dove frequenta la facoltà di psicologia affiancandola all'attività nella sua sezione atletica. Gioca per la squadra di calcio femminile universitario dell'istituto, le Alabama Crimson Tide, dove ritrova l'ex compagna di squadra Pia Rijsdijk, disputando la NCAA Women's Division I Soccer Championship per due stagioni e mezza.
Nei due anni trascorsi in Alabama, Van Dongen è riuscita a diventare la leader delle Crimson Tide per quanto riguarda gli assist in una singola stagione, fornendone 10 nel 2014. È al primo posto nella classifica degli assist in carriera di Alabama con 0,30 in 44 partite, e i 10 assist del 2014 le hanno permesso di conquistare il primo posto nella classifica degli assist stagionali con 0,53 in 19 partite. Nella sua carriera con l'Alabama, Van Dongen ha trasformato quattro calci di rigore, classificandosi al quarto posto nella classifica dei calci di rigore realizzati in carriera.
Nella sua ultima stagione con le Crimson Tide è stata selezionata per la squadra CoSIDA/Capital One Academic All-American e All-District 4 First Team e nominata membro della All-SEC Second Team.

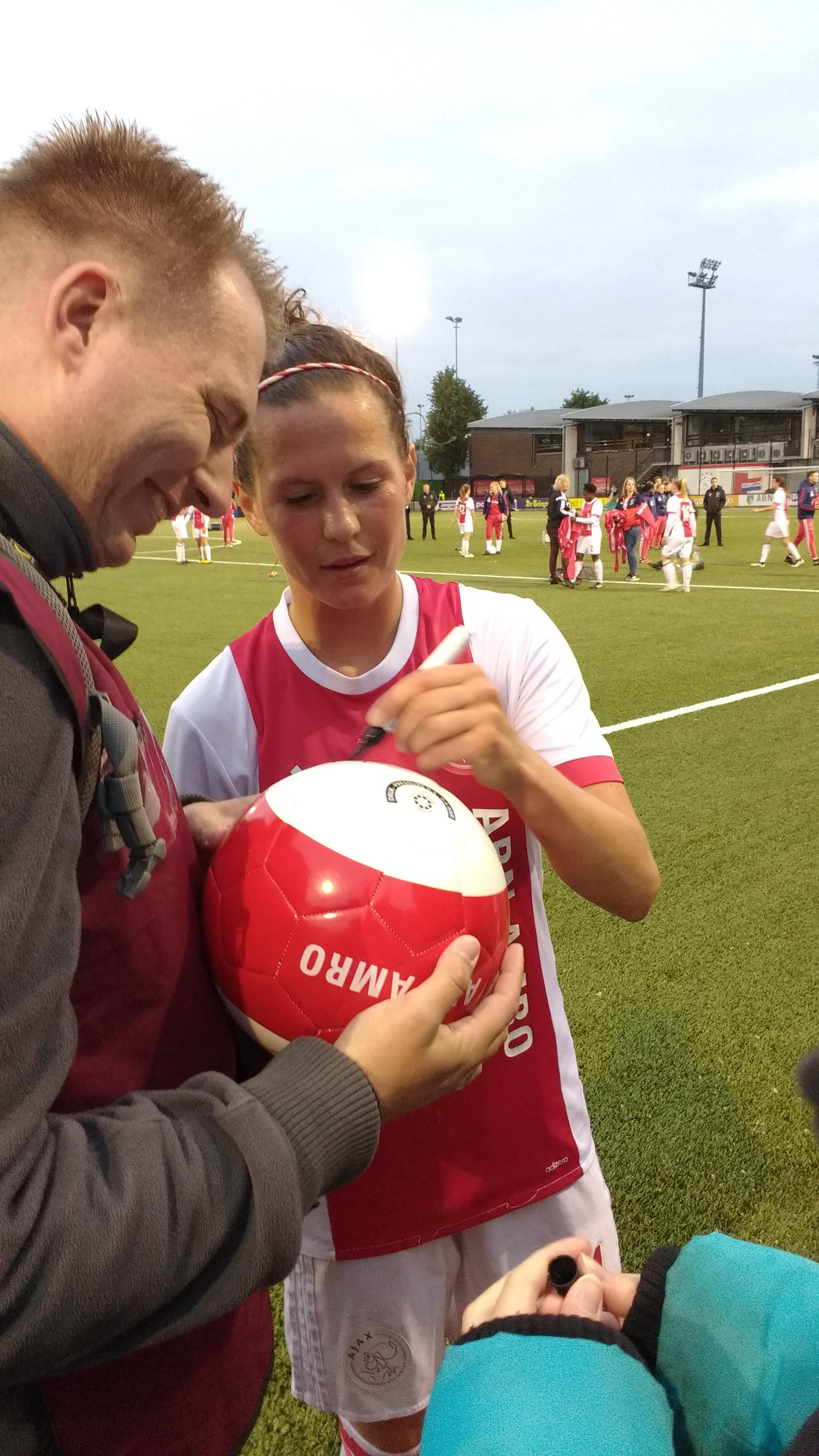
Van Dongen mentre firma un autografo con la tenuta dell' mel maggio 2018.

Nel gennaio 2015 Van Dongen è tornata nei Paesi Bassi firmando un contratto con l'Ajax, società con la quale sognava di giocare fin da bambina e con la quale resta legata fino alla stagione 2017-2018. Con la squadra di Amsterdam, inizialmente sotto la guida tecnica di Ed Engelkes, gioca campionati di alti livelli, inizialmente in BeNe League, dove in quella stagione termina al 3º posto in classifica, seconda squadra olandese nel campionato, riperdendosi nelle stagioni successive dove con la decisione di sospendere il torneo congiunto, dal 2015-2016 ridiventa nazionale ritornando alla precedente denominazione, Eredivisie. Dopo aver contribuito a far raggiungere alla sua squadra il 2º posto in classifica nel campionato 2015-2016, Van Dongen e compagne riescono a conquistare il double campionato-Coppa nelle due stagioni successive prima con Engelkes e poi con il subentrato Benno Nihom. Nel suo periodo all'Ajax ha anche l'occasione di debuttare in UEFA Women's Champions League, nel primo dei tre incontri di qualificazione preliminare, dove il 22 agosto 2017 sigla anche una doppietta nella netta vittoria per 6-0 sulle lettoni del Rīgas, marcando complessivamente 4 presenze nell'edizione 2017-2018 prima dell'eliminazione ai sedicesimi di finale da parte delle italiane del Brescia.
Nell'estate 2018 lascia la società con un tabellino personale di 10 presenze in BeNe League e 61, con 9 reti sigliate, in Eredivisie, per affrontare, in Spagna, il suo secondo impegno professionale all'estero.
Nel maggio di quell'anno il Betis annuncia di aver posto sotto contratto le due ex Ajax Ana Romero e Van Dongen., che saranno a disposizione del tecnico María Pry dalla stagione entrante. Nelle due stagioni in cui indossano la tenuta bianco-verde del club di Siviglia ottengono un buon 6º posto nel campionato 2019-2020 mentre in quello successivo la squadra ha una flessione nella competitività chiudendo al 12º posto.
Van Dongen fa il suo esordio in Primera División già dalla 1ª giornata del campionato 2019-2020, l'8 settembre 2018, nella sconfitta per 1-0 contro l'Espanyol, mentre qualche settimana più tardi, il 24 settembre, segna il suo primo gol in una partita ufficiale per il Betis, nella vittoria per 3-0 contro il Málaga. In Coppa della Regina) viene eliminato agli ottavi di finale dall'Athletic Bilbao ai calci di rigore, dove il portiere avversario Ainhoa Tirapu para il quinto calcio piazzato battuto da van Dongen. Van Dongen termina la sua prima stagione marcando 26 presenze in campionato segnando altri due gol, contro il Granadilla Tenerife e il Dux Logroño.
Nella stagione successiva, pur con il cambio di allenatore, continua venire schierata titolare sotto la guida di Antonio Contreras, ma data la  competitività della squadra in declino la società esonera il tecnico affidandola a Pier, migliorando le prestazioni e i risultati del Betis. Quell'anno fu nominata Grande Sportiva dei Paesi Bassi. Ha giocato 20 delle 21 partite di campionato disputate prima che la competizione venisse annullata a causa delle restrizioni dovute alla pandemia di COVID-19. Ha segnato due gol, contro Deportivo La Coruña e Rayo Vallecano. Il club biancoverde si è classificato dodicesimo in campionato e ha raggiunto i quarti di finale di Coppa della Regina, dopo aver eliminato l'Atlético Madrid ai rigori e aver perso 1-0 contro il Logroño.

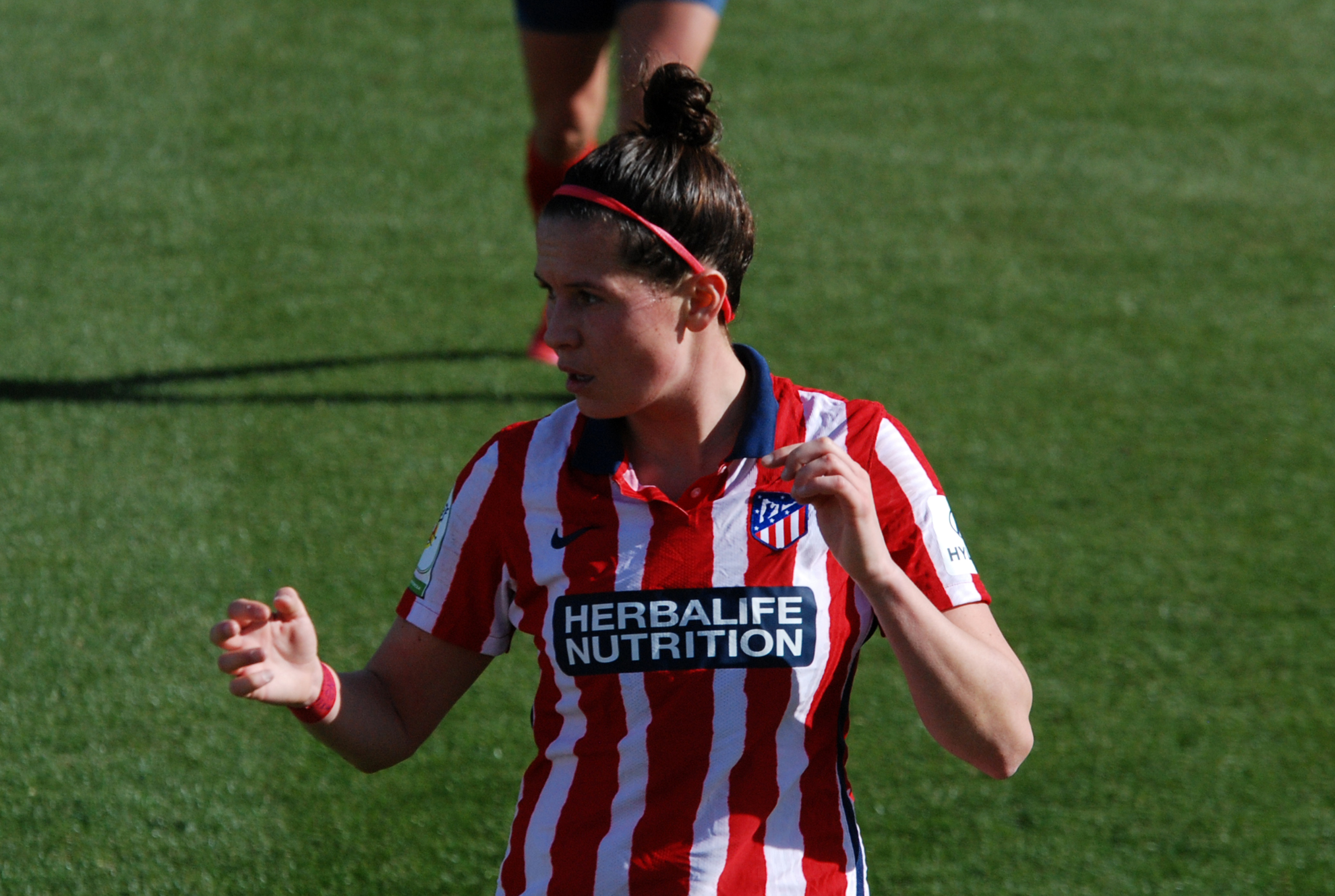
Van Dongen con la maglia dell' nel gennaio 2021.

Il 3 luglio 2020 l'Atlético Madrid ha annunciato il passaggio di Van Dongen al suo club per la stagione entrante. Esordisce con la nuova maglia il 21 agosto nei quarti di finale della Champions League, dove è una delle giocatrici di maggior spicco, nonostante la sconfitta per 1-0 con il Barcellona. Il 10 ottobre 2020 segna il suo primo gol da colchonera nel pareggio per 1-1 con il Granadilla Tenerife. Il 19 dicembre segna l'unico gol nel primo derby contro il Real Madrid. Nel gennaio 2021 segna il rigore che permette alla squadra di pareggiare con il Barcellona nella semifinale di Supercoppa 2021 e di accedere alla finale ai rigori. Tre giorni dopo festeggia con le compagne la conquista della prima Supercoppa femminile per la società dopo la vittoria per 3-0 sul Levante davanti al pubblico dello stadio dei Giochi del Mediterraneo di Almería. In Champions League la squadra viene eliminata agli ottavi di finale dalle inglesi del Chelsea con le spagnole incapaci di ribaltare la sconfitta per 2-0 all'andata, pur in superiorità numerica per la maggior parte dell'incontro per l'espulsione di Sophie Ingle, pareggiando 1-1 nel ritorno casalingo. Van Dongen non è riuscita a trasformare uno dei tre rigori a favore dell'Atlético.
All'inizio della stagione 2021-2022 è stata nominata capitano della squadra venendo schierata titolare per tutta la stagione dal nuovo tecnico Óscar Fernández. La squadra termina il campionato al quarto posto, mancando di un solo punto l'ultimo posto utile per l'accesso alla Champions League, mentre in Supercoppa giunge in finale, perdendola poi con il Barcellona e in Coppa della Regina viene eliminata già agli ottavi di finale dall'Huelva.

### Nazionale
Van Dongen inizia a essere convocata dalla Federcalcio olandese nel 2008, indossando in quell'anno la maglia della formazione Under-17, per passare due anni più tardi all'Under-19.
Con quest'ultima disputa la fase finale dell'Europeo di Macedonia 2010, scendendo in campo in tre dei quattro incontri disputati dalla sua nazionale, contribuendo al passaggio alle semifinali, chiudendo da imbattuta la fase a gironi, con due reti siglate a Francia e Spagna, ma condividendo la delusione con le compagne nell'eliminazione da parte dell'Inghilterra solo ai tiri di rigore dopo che l'incontro era terminato a reti inviolate. Rimasta in quota anche per l'edizione successiva, Van Dongen è in rosa sia per le qualificazioni che per la fase finale dell'Europeo di Italia 2011, dove scende in campo in tutti gli incontri disputati dalla sua nazionale fino all'eliminazione alla fase a gironi, giocando inoltre 3 incontri della prima fase di qualificazione al successivo Europeo di Turchia 2012, dove è tra le marcatrici della pesante vittoria per 9-0 sulla Bielorussia.
Entrata nel giro della nazionale maggiore già dal 2013, dopo averla in quell'anno valutata durante gli stages per la fase finale dell'Europeo di Svezia 2013, è stata una delle ultime tre giocatrici a essere rimosse dalla rosa finale stilata dal commissario tecnico Roger Reijners, tuttavia dopo che van den Berg si è resa indisponibile a causa di un danno ai legamenti del ginocchio, Van Dongen è stata reintegrata nella lista delle 23 convocate. In quell'occasione, pur non essendo mai impiegata, condivide con le compagne la seconda esperienza delle Oranje a un Europeo, il cui percorso però viene interrotto già alla fase a gironi.

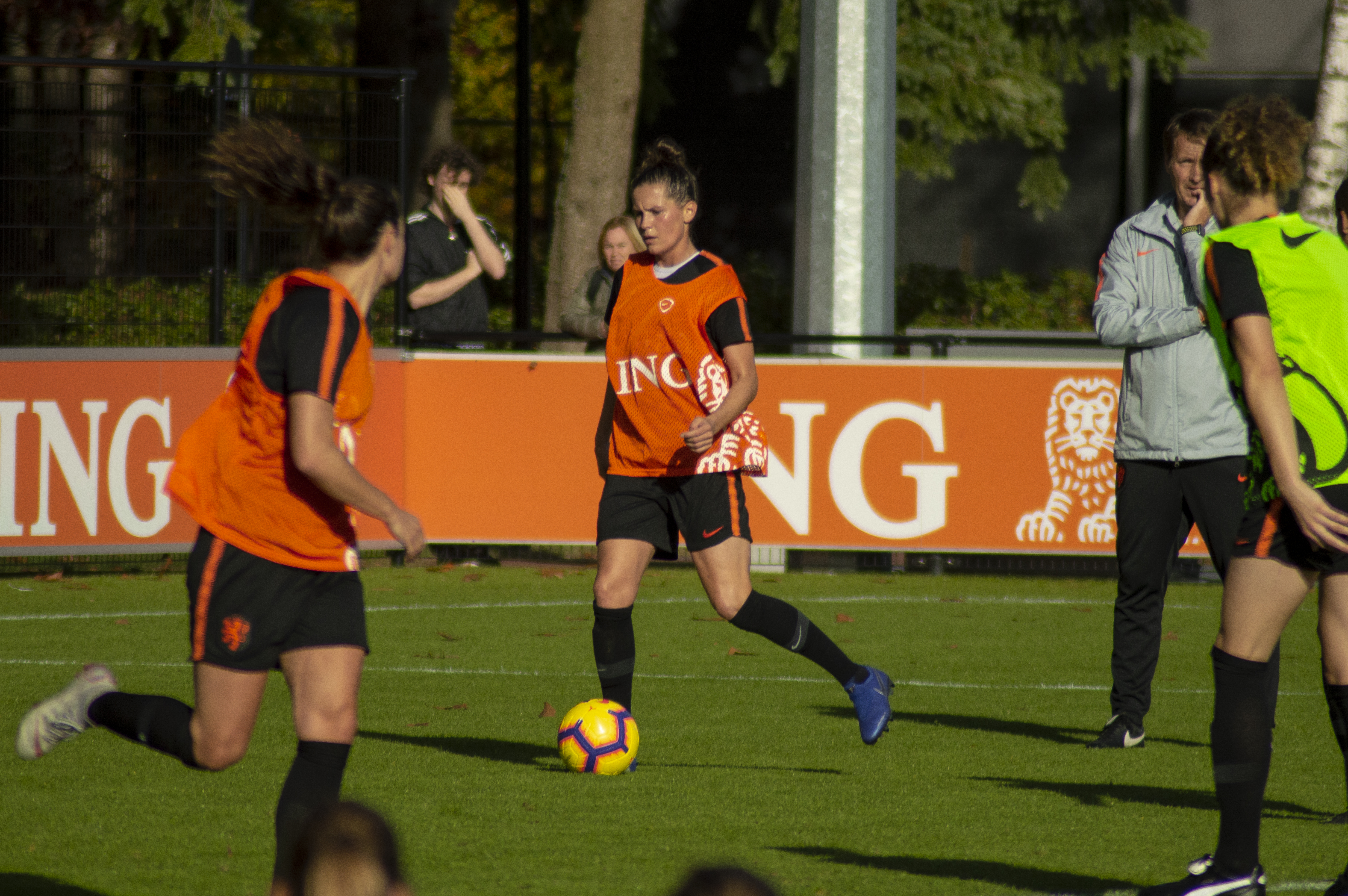
Van Dongen durante una sessione di allenamento con la nazionale maggiore il 6 novembre 2018.

Per scendere nuovamente in campo indossando la maglia delle Oranje deve aspettare il 2015, quando Reijners la inserisce in rosa per l'amichevole del 7 febbraio con la Thailandia, quando rileva Mandy van den Berg nel secondo tempo dell'incontro vinto per 7-0 sulle avversarie. In seguito Reijners le rinnova la fiducia inserendola nella rosa delle 23 convocate anche in occasione del Mondiale di Canada 2015. Van Dongen scende in campo in tre delle quattro partite disputate dalle olandesi, due nel gruppo A della fase a gironi, nel pareggio 1-1 con il Canada e la sconfitta per 1-0 con la Cina, e la seguente agli ottavi di finale, passaggio del turno ottenuto per essere stata tra le migliori terze, venendo eliminata dalle campionesse in carica e future finaliste del Giappone, incontro vinto dalle asiatiche per 2-1.
Anche il nuovo ct Arjan van der Laan la chiama in occasione delle amichevoli preparatorie all'Europeo casalingo del 2017, tuttavia Sarina Wiegman, che gli successe prima dell'avvio del torneo, decise di non inserirla nella lista delle giocatrici che rappresentano i Paesi Bassi. Di seguito Wiegman la convoca in occasione di due amichevoli e per le edizioni 2017, 2 presenze, e 2018 dell'Algarve Cup, dove in quest'ultima viene impiegata in tutti i tre incontri prima della finale che, sospesa per le avverse condizioni meteorologiche, vede assegnata a lei e compagne il trofeo assieme all'altra finalista, la Svezia. Dopo averla impiegata nell'incontro di ritorno nella finale per l'ultimo posto disponibile, ottenuto in extremis l'accesso alla fase finale del Mondiale di Francia 2019 la ct decide di inserirla nella lista delle 23 convocate per il torneo FIFA. In quest'occasione gioca sei dei sette incontri disputati dalla sua nazionale, tutti tranne la finale, condividendo con le compagne il cammino delle Oranje che le vede chiudere al primo posto il gruppo E, poi superare in sequenza il Giappone per 2-1 agli ottavi di finale, l'Italia per 2-0 ai quarti, la Svezia di misura in semifinale concludendosi poi con la sconfitta per 2-0 nella finale svoltasi a Lione contro gli Stati Uniti.
Alle Olimpiadi di Tokyo 2020, posticipate all'estate del 2021 a causa della pandemia di COVID-19, scende in campo in due dei quattro incontri disputati dai Paesi Bassi, partendo dalla panchina nelle nette vittorie su Zambia (10-3) e Cina (8-2) nella fase a gironi. Condivide poi con le compagne le sorti della sua nazionale ai quarti di finale, dove ritrova gli Stati Uniti e pur riuscendo ad annullare il vantaggio delle avversarie, chiudendo i tempi regolamentari e poi i supplementari sul 2-2, viene poi eliminata ai tiri di rigore. Nel frattempo viene impiegata nell'edizione 2020 del Tournoi de France, per lei due presenze su tre incontri totali, con i Paesi Bassi che chiudono il torneo ad invito al secondo posto dietro la Francia.
Con l'arrivo di Mark Parsons sulla panchina olandese non vengono meno le convocazioni in occasione delle qualificazioni all'Europeo di Inghilterra 2022, con van Dongen che marca 9 presenze nel gruppo A della fase a gironi e dove la sua nazionale ottiene l'accesso alla fase finale a punteggio pieno, dieci vittorie su dieci incontri. Nel febbraio 2022 è in rosa al Tournoi de France 2022, nel quale marca 2 presenze e dove le Oranje ripetono la prestazione di due anni prima classificandosi al 2º posto, e qualche mese più tardi il ct le conferma la fiducia inserendola nella lista delle 23 giocatrici convocate per il campionato europeo in programma dal 6 al 31 luglio 2022

## Palmarès

### Club
- Campionato olandese: 3

ADO Den Haag: 2011-2012
Ajax: 2016-2017, 2017-2018
- Coppa dei Paesi Bassi: 3

ADO Den Haag: 2011-2012
Ajax: 2016-2017, 2017-2018
- Supercoppa spagnola: 1

Atlético Madrid: 2021

### Nazionale
- Algarve Cup: 1

2018 (a pari merito con la Svezia)